# Millenium (Nowy Sącz)
Millenium – osiedle w Nowym Sączu, położone pomiędzy ulicami Rejtana, Królowej Jadwigi, Nawojowską i Klasztorną. Graniczy z osiedlami Kilińskiego, Wojska Polskiego i Przydworcowym.
Osiedle powstało w drugiej połowie lat 70. XX wieku wraz z infrastrukturą (szkoła, przedszkole, pawilon handlowy). Nazwa osiedla upamiętnia Tysiąclecie Polski (łac. Millenium Poloniae).